# New Haven Open at Yale 2011
New Haven Open at Yale 2011 — тенісний турнір, що проходив на відкритих кортах з твердим покриттям. Це був 43-й за ліком Connecticut Open. Належав до серії Premier у рамках Туру WTA 2011. Раніше був відомий під назвою "Connecticut Open". Відбувся в Cullman-Heyman Tennis Center у Нью-Гейвені (США). Тривав з 22 до 27 серпня 2011 року. 

## Учасниці

### Сіяні учасниці
| Країна  | Гравчиня               | Рейтинг* | Посіяна |
| ------- | ---------------------- | -------- | ------- |
| Данія   | Каролін Возняцкі       | 1        | 1       |
| КНР     | Лі На                  | 5        | 2       |
| Італія  | Франческа Ск'явоне     | 8        | 3       |
| Франція | Маріон Бартолі         | 9        | 4       |
| Польща  | Агнешка Радванська     | 12       | 5       |
| Росія   | Світлана Кузнецова     | 13       | 6       |
| Сербія  | Єлена Янкович          | 14       | 7       |
| Росія   | Анастасія Павлюченкова | 18       | 8       |

- Рейтинг подано станом на 15 серпня 2011.

### Інші учасниці
Нижче подано учасниць, що отримали вайлд-кард на вихід в основну сітку
- Маріон Бартолі
- Єлена Янкович
- Лі На
- Крістіна Макгейл

Нижче наведено гравчинь, які пробились в основну сітку через стадію кваліфікації:
- Петра Цетковська
- Віра Душевіна
- Ксенія Первак
- Анастасія Родіонова

Нижче наведено гравчинь, які потрапили в основну сітку як щасливий лузер:
- Карла Суарес Наварро

## Переможниці та фіналістки

### Одиночний розряд
Каролін Возняцкі —  Петра Цетковська, 6–4, 6–1
- Для Возняцкі це був 6-й титул за сезон і 18-й — за кар'єру. Це була її 4-та поспіль перемога на цьому турнірі й за цим показником вона зрівнялась з Вінус Вільямс. Це був її 3-й титул premier за сезон і 7-й — за кар'єру.

### Парний розряд
Чжуан Цзяжун /  Ольга Говорцова —  Сара Еррані /  Роберта Вінчі, 7–5, 6–2